# Joachim von Münch-Bellinghausen
Joachim Eduard von Münch-Bellinghausen (Vienna, 29 settembre 1786 – 3 agosto 1866) è stato un diplomatico austriaco.

## Biografia
Dapprima modesto amministratore civile, entrò nelle amicizie di Metternich e fu (1821) consigliere aulico agli esteri.
Fu inoltre Ministro plenipotenziario austriaco in Germania (1823-1848) e deputato dei Signori d'Austria.
Lo scrittore e poeta Friedrich Halm era suo nipote.